# یونس افغان
یونس افغان (زادهٔ جوزا (خرداد) ۱۳۲۰ - درگذشتهٔ ۹ جدی (دی) ۱۳۹۶)، خواننده رادیو تلویزیون افغانستان بود. وی چهار آلبوم از بهترین آهنگ‌های خود را منتشر کرده‌است.

## زندگی‌نامه
یونس در سال ۱۳۲۰ خورشیدی در شهر کابل و در یک خانوادهٔ روشنفکر زاده شد. وی از همان کودکی شوق و علاقه به آوازخوانی داشت. اما آوازخوانی را رسماً از سن هشت سالگی از کنسرت‌های مکتب و محافل هنری آن دوره آغاز نمود. او از جملهٔ نخستین آوازخوانان آماتور موسیقی افغانستان به‌شمار می‌رفت. وی آموزش دیدهٔ لیسهٔ نجات است و تحصیلات عالی خود را در رشتهٔ زمین‌شناسی در مسکو به پایان رسانید و به‌عنوان مهندس در وزارت معادن و صنایع وقت و پسانتر به حیث معاون محقق در آکادمی علوم افغانستان شامل خدمت شد.

## بنیان‌گذاران موسیقی آماتور
یونس با بنیانگذاران نخستین گروه آماتور موسیقی رادیو افغانستان پیوست و به همکاری با رادیو افغانستان پرداخت. وی طی چند دهه همکاری با رادیو تلویزیون افغانستان بیش از ۲۰۰ پارچه آهنگ رادیویی، و ۳۰ آهنگ تلویزیونی به ضبط و نشر رساند.
از آهنگ‌های ماندگار وی می‌توان از آهنگ‌هایی:
- چشمان سیاهم کردی تباهم - دیدهٔ براهم باز بیا
- هر خوشی بهر تو مدعای من است
- من امسال بی او بهاری ندارم
- گذشتم زیاری گذشتم ز زاری
- دیشب مهٔ من مست در آغوش من افتاد
- بی‌وفایی بتا کی سزایی من است
- بینمت هرجا روم چون سایه‌ای دنبال خود
- بیا ای نگارم دمی در کنارم - مده بیوفا دیگر آزارم و غیره نام برد.

یونس همچنان چهار آلبوم از بهترین آهنگ‌های خود را به بازار نیز عرضه کرده‌است. آخرین آلبوم آهنگ‌هایش که به کمک استاد خلیل گداز سه‌تارنواز معروف کشور در استرالیا منتشر شد که «یادگار» نام دارد که مورد استقبال گرم دوستداران صدایش قرار گرفت.

## دوره مهاجرت و وفات وی
یونس در سال ۱۹۹۲ نسبت اوضاع ناامن افغانستان مجبور به ترک زادگاهش شد و به پاکستان مهاجر گردید و سپس همراه با خانوادهٔ خود به استرالیا رفت و در آنجا اقامت گزید. یونس ازدواج نموده از ۱۷ سال به اینسو در شهر ملبورن استرالیا با همسر، دو پسر و یک دخترش زندگی می‌کرد. وی ۳۱ام دسامبر ۲۰۱۷ میلادی در ملبورن، استرالیا در سن ۷۶ سالگی درگذشت.